# Torre delle ore (Lucca)
La torre delle ore di Lucca (o torre dell'orologio, in dialetto Tor dell'òre) si trova in via Fillungo angolo via dell'Arancio e, con i suoi 50 metri circa di altezza, è la più alta delle 130 torri presenti nella città dal Medioevo ad oggi.

## Storia e descrizione
La costruzione della Torre risale al periodo medievale, intorno al XIII secolo. Successivamente essa appartenne alle famiglie lucchesi più note come Quartigiani, Diversi, Cristofani, Sesmondi e Ceci.
Nel 1390 il Consiglio Generale di Lucca decise di far realizzare un “orologio bonum, sufficienter aptum et bene distinguentes tempus per horas”, al cui scopo venne affittata la torre, data la sua centralissima posizione. Dopo alcuni lavori di consolidamento si affidò la realizzazione del meccanismo al più importante orefice lucchese del tempo Labruccio Cerlotti. La torre, acquisita proprio dai Cerlotti solo nel 1471 venne acquistata dal Comune. Solo nel 1490 fu posizionato un quadrante esterno. In questo modo le ore sarebbero state anche visibili oltre che udibili mediante i rintocchi.
La torre è caratterizzata da un corpo slanciato con due monofore al di sotto della cella, in corrispondenza della sala dove si trova a vista il meccanismo a carica manuale dell'orologio. La scala interna di 207 gradini è in legno.
L'orologio vero e proprio, regolato da un meccanismo del 1754, opera del ginevrino Louis Simon con la collaborazione del lucchese Sigismondo Caturegli, è dotato di un quadrante rifatto all'epoca con i numeri romani e la lancetta unica sagomata con stella al centro; è coperto da una gronda sporgente. La campana più grande annuncia le ore da una a sei, alla romana, e le due campane minori comandano i quarti, furono fuse dal lucchese Stefano Filippi. Al di là di esso si trova la cella campanaria, aggettante grazie al sostegno di alcune mensole, dove si aprono quattro grandi finestroni ad arco, dai quali si gode una notevole vista sulla città.
Oggi la torre è aperta al pubblico ed è stata oggetto di restauro prima del giubileo del Duemila.
La torre è sovrastata da una banderuola in ferro riportante il motto Libertas, che si trovava sulle bandiere della Repubblica di Lucca e la data 1754. La banderuola originale si trova esposta presso l'aula didattica dell'Orto Botanico, quella oggi presente è una copia recente.

## Leggenda
La Torre delle ore è legata alla leggenda di Lucida Mansi, la donna che vendette l'anima al Diavolo per rimanere bella e giovane. Il Diavolo però sarebbe tornato dopo trenta anni a esigere il pagamento del debito. Allo scadere dei trenta anni Lucida Mansi, la notte del 14 agosto 1623 saliva la Torre, affannata correva a fermare la campana, che stava per batter l'ora della sua morte. A mezzanotte in punto il Diavolo avrebbe preso la sua anima. Dalla leggenda però risulta che Lucida non raggiunse in tempo il meccanismo, non riuscì a fermarlo e il Diavolo si prese la sua anima con un carro infuocato.

## Galleria d'immagini

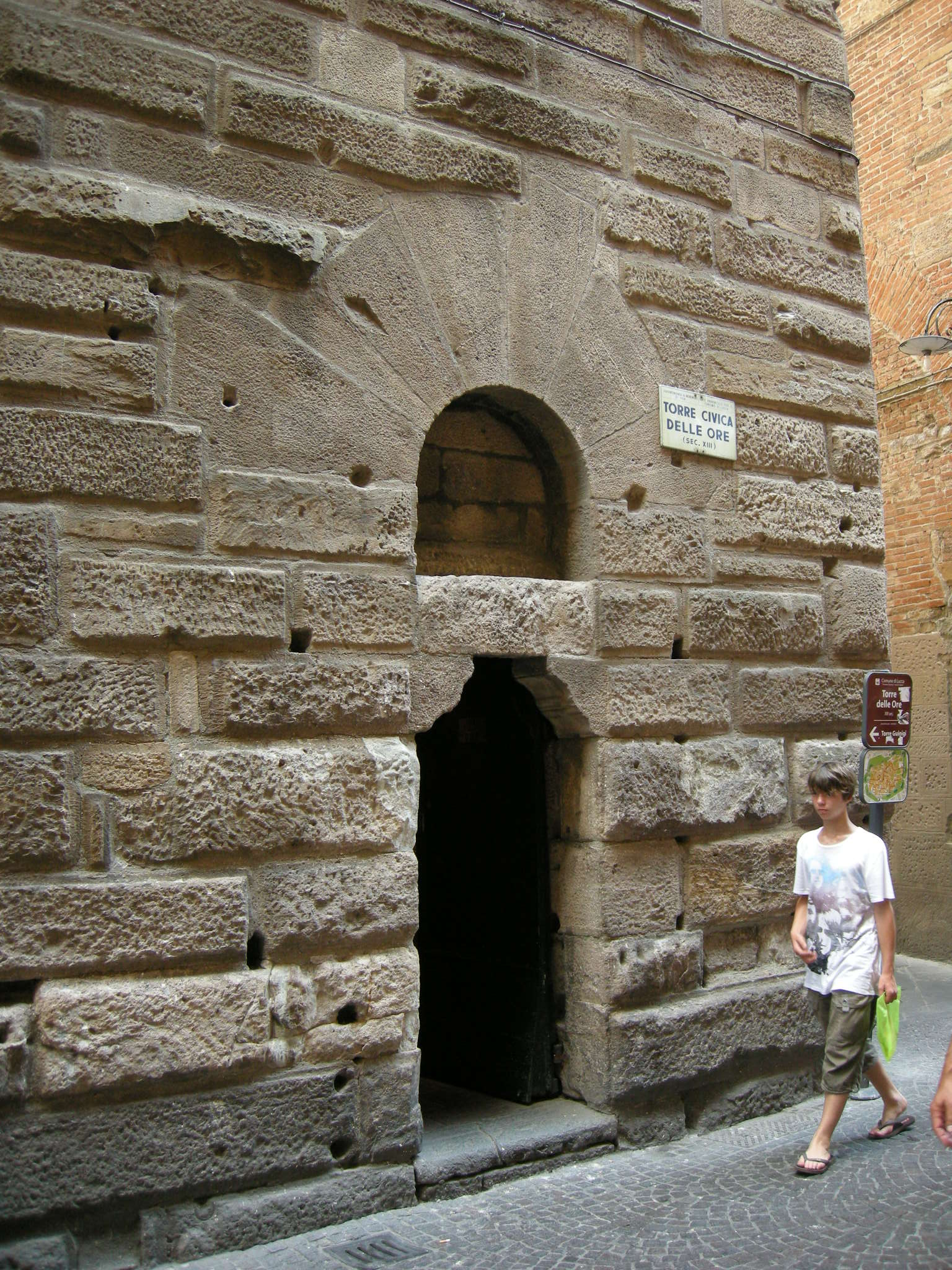
Entrata
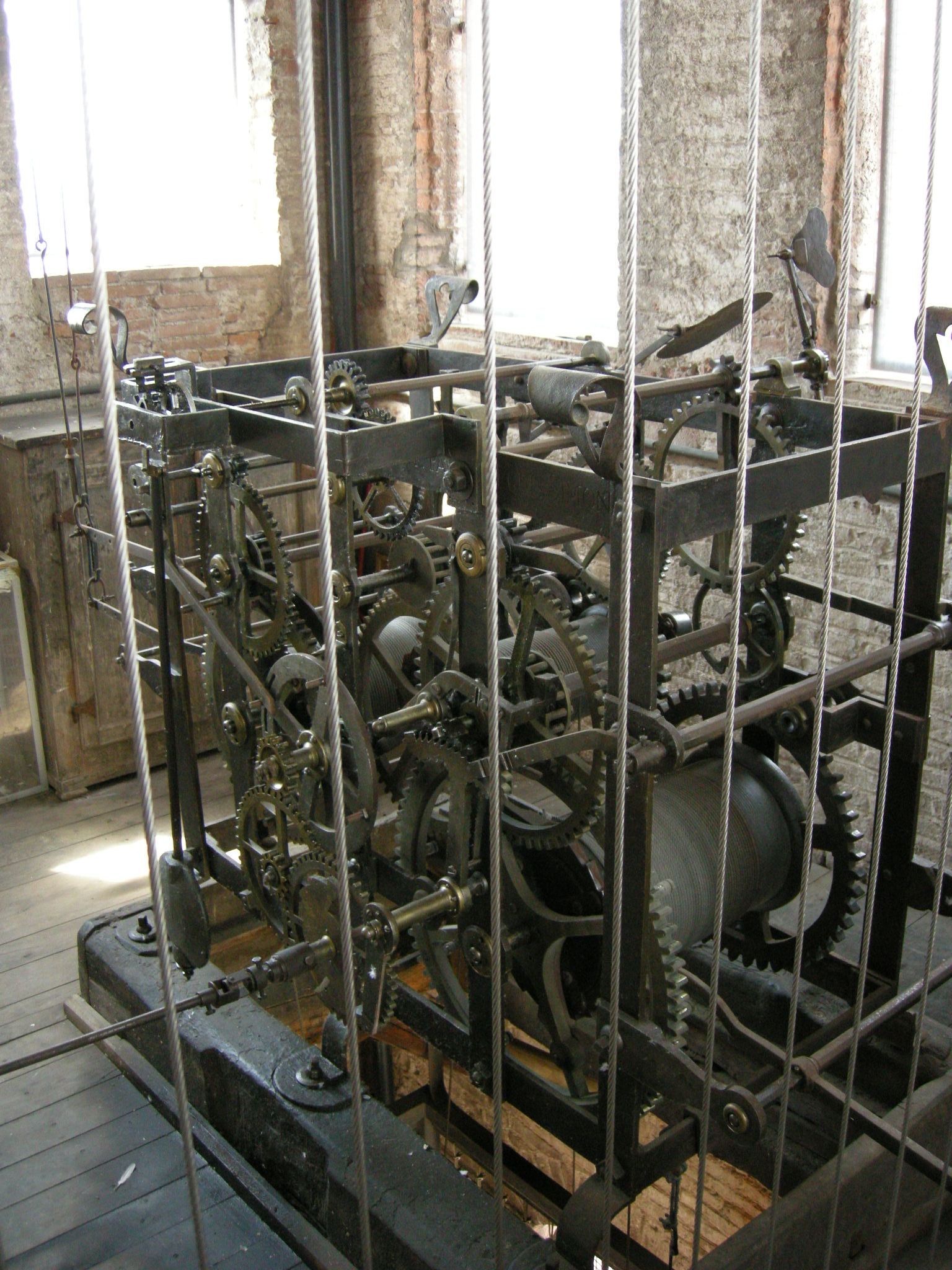
Meccanismo dell'Orologio
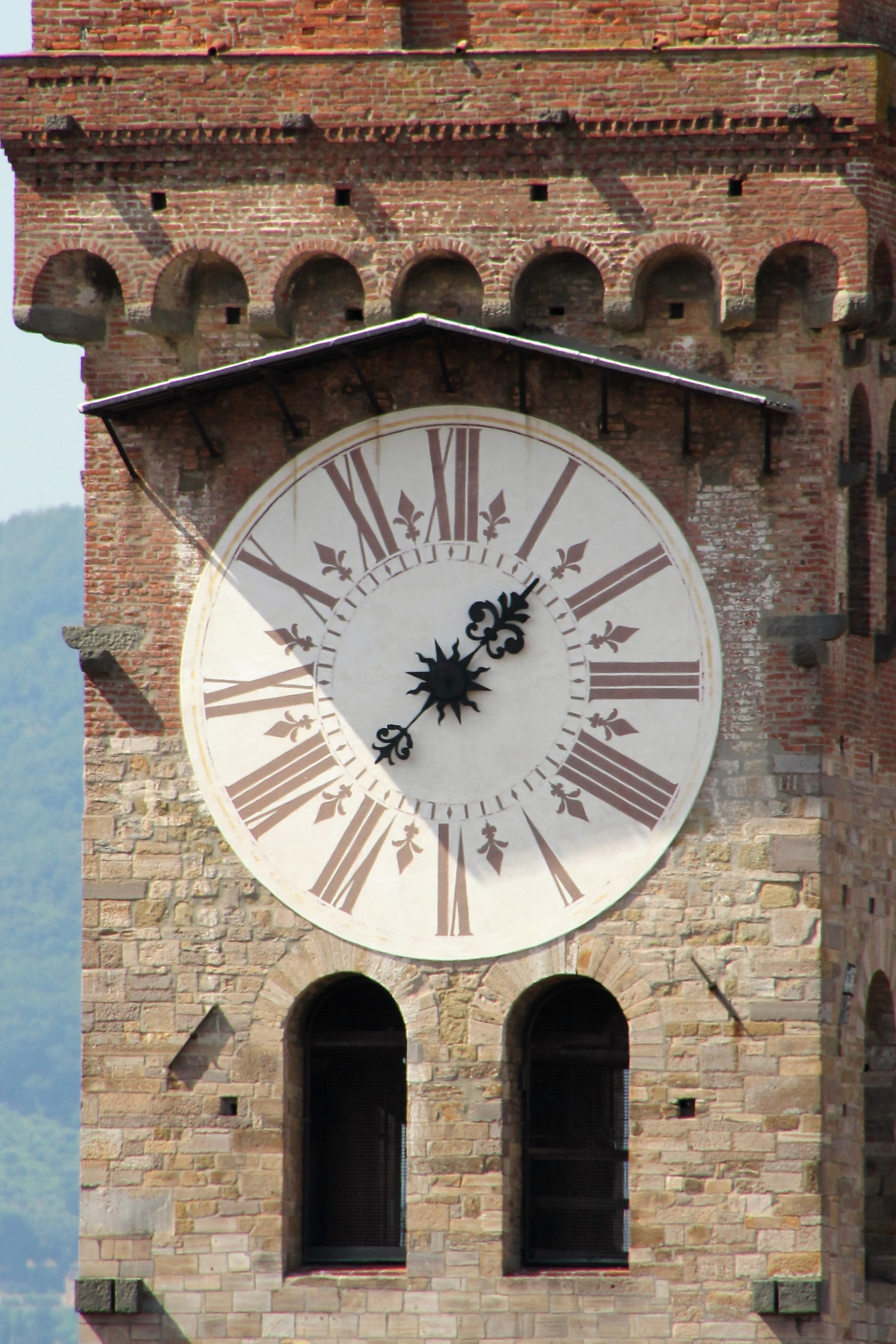
Dettaglio del quadrante
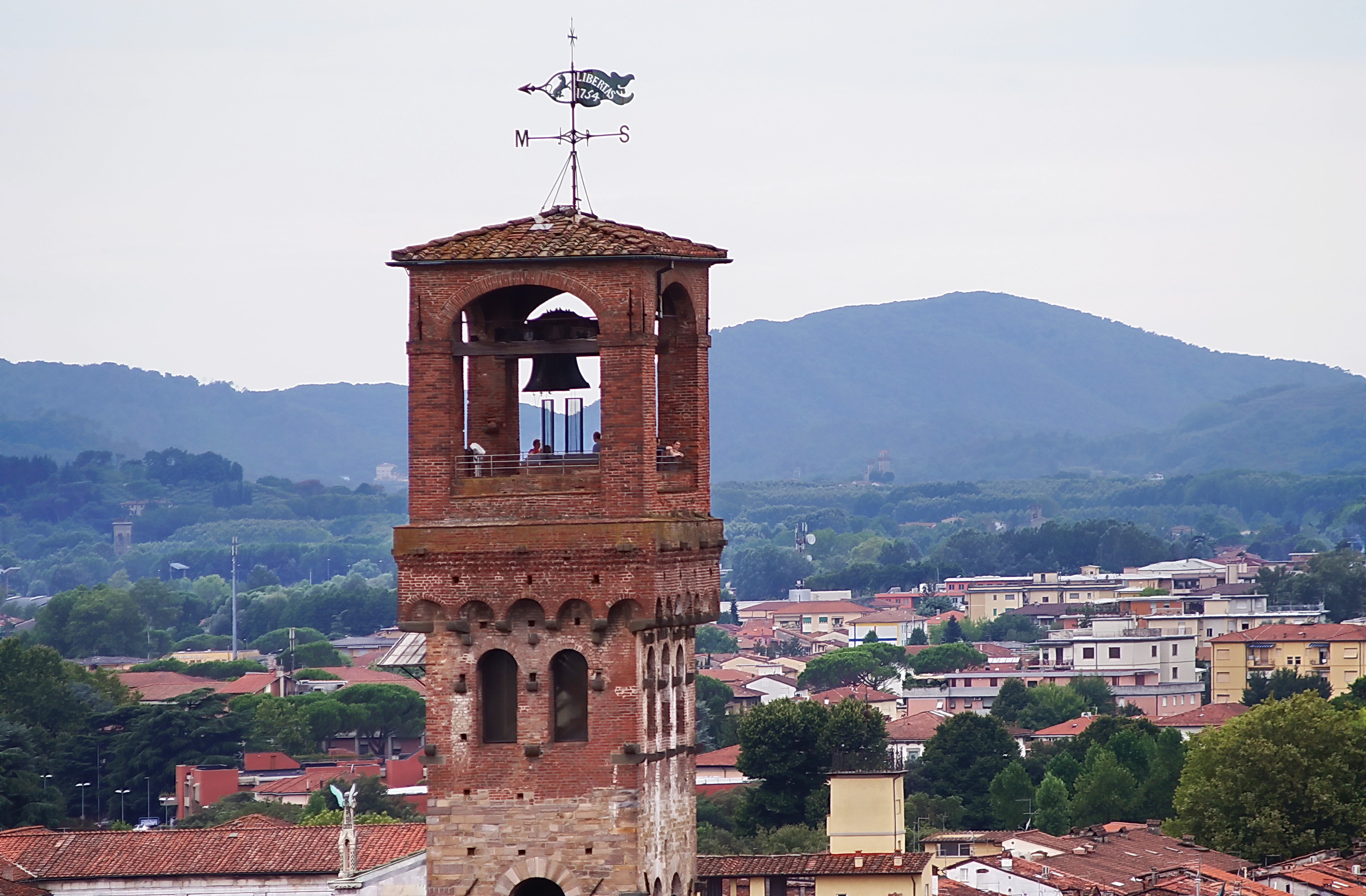
La sommità vista da est
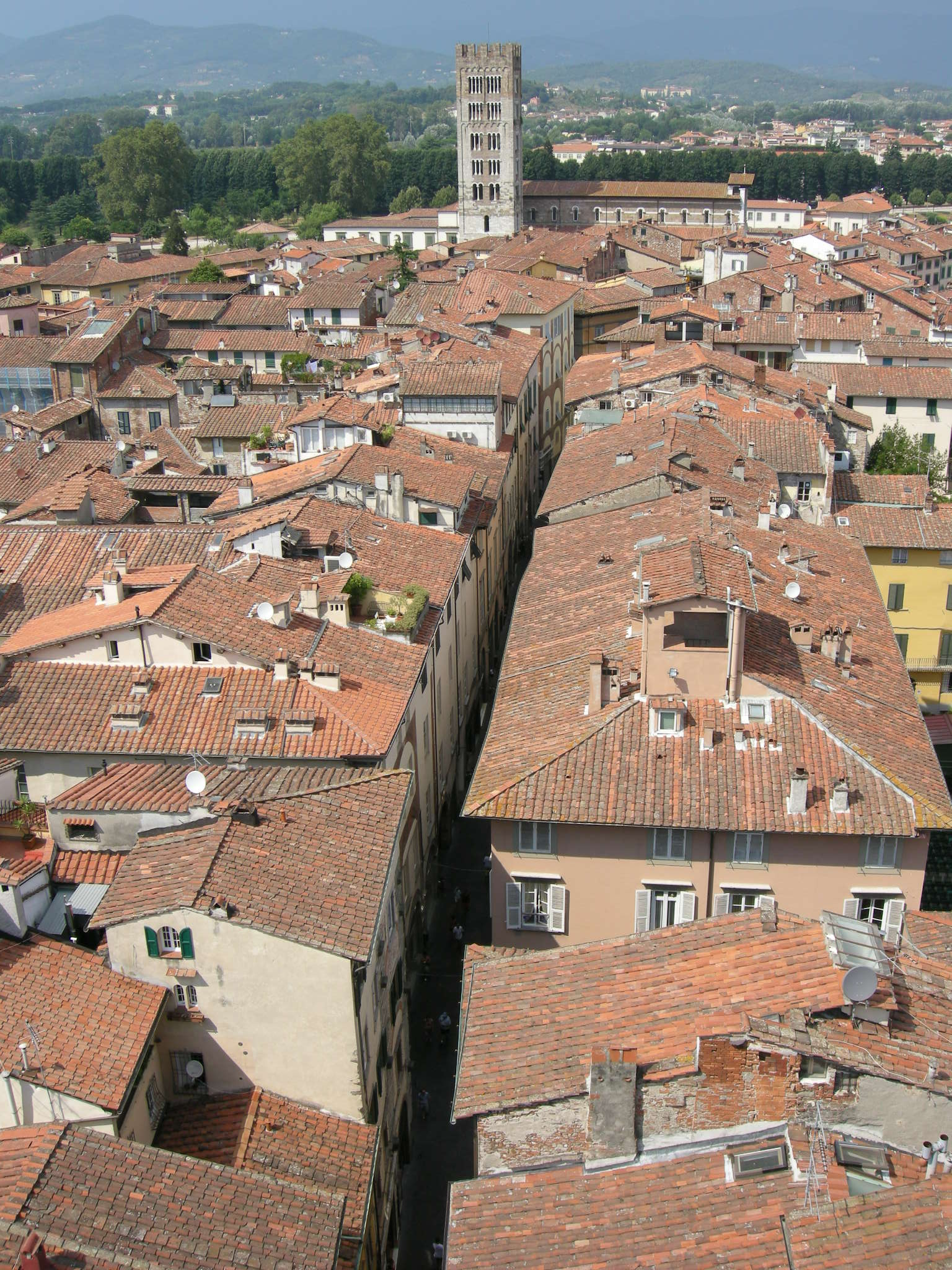
Via Fillungo vista dalla torre dell'Orologio
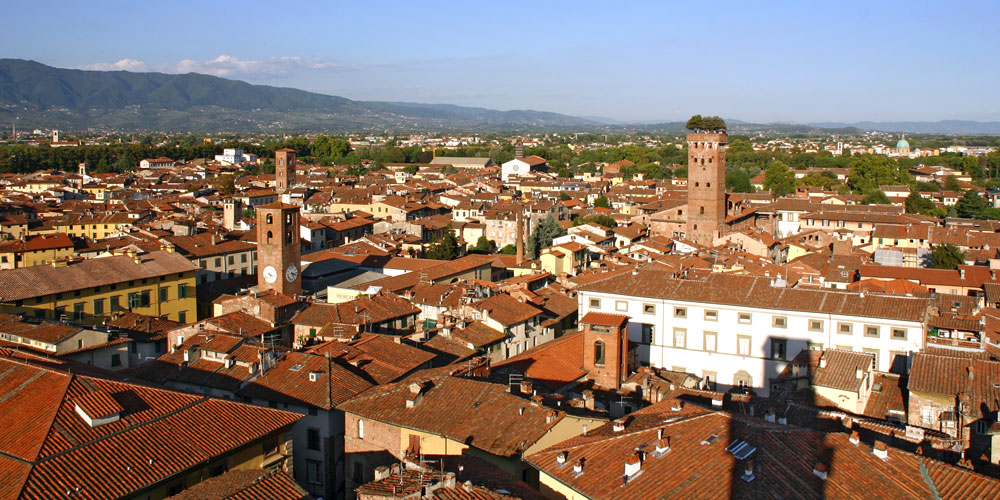
Panorama di Lucca dalla Torre dell'orologio